# Strategia organizacji
Strategia – naczelna orientacja (gospodarcza, społeczna, militarna), która wyraża dominujący kierunek działania systemu. Ta naczelna orientacja jest główną linią i zarazem wytyczną postępowania kierownictwa systemu w związku z sytuacjami, jakie zachodzą w otoczeniu i przy uwzględnieniu własnego potencjału kadrowego, organizacyjnego, finansowego i techniczno-produkcyjnego. Strategia jest zawsze kompleksowa, ponieważ jest projektem przyszłej organizacji i funkcjonowania całego systemu. 

## Definicje strategii
- (A.D. Chandler; 1962) Strategia wyraża cele długoterminowe przedsiębiorstwa, odpowiadające generalnym kierunkom działania, a także przedstawia alokację zasobów, jakie są niezbędne do realizacji przyjętych celów.
- (K.R. Andrews; 1971) Strategia 1) jest zbiorem celów (zadań), ujętych w programy i plany 2) stanowi wzorzec decyzji, które dotyczą pozycji i tożsamości przedsiębiorstwa, jego zdolności do wykorzystywania swych mocnych stron oraz prawdopodobieństwa odniesienia sukcesu na rynku.
- (W.F. Gluck; 1980) Strategia jest nadrzędnym i integratywnym planem, określającym korzyści firmy w związku z oczekiwaniami i wyzwaniami otoczenia.
- (K. Ōmae; 1982) Strategia jest podejściem zmierzającym do najbardziej korzystnego wyróżnienia się przedsiębiorstwa na tle swych konkurentów; podejście to polega na zjednoczeniu wszystkich mocnych stron przedsiębiorstwa, tak aby w możliwie największym stopniu spełnić oczekiwania odbiorcy.
- (H. Koontz, C. O’Donnell; 1984) Strategie są najczęściej programami ogólnymi, ukierunkowanymi na możliwie pełne wykorzystanie potencjału wytwórczego systemu dla osiągnięcia założonych celów.
- (H.I. Ansoff; 1985) Model wyboru zachowania strategicznego jest określony przez następujące wymiary: 1) zachowanie budżetowe, tj. takie, w którego ramach nie występują zmiany strategiczne, 2) strategiczną adaptację, która jest zgodna z poprzednimi zmianami strategicznymi OSO (Organizacji Służącej Otoczeniu); 3) strategiczną nieciągłość odrzucającą dawniejsze doświadczenie.
- (Dictionary of Business English; 1989) 1. Definicja ramowa: strategia to plan, w którym są zawarte zadania odnoszące się do funkcjonowania organizacji w przyszłości (odpowiedzialność za wykonanie tych zadań spoczywa na jednostkach szczebla naczelnego kierownictwa) 2. Strategia rynkowa to program efektywnego działania przedsięb. na danym rynku (w odróżnieniu od strategii poszukiwania nowych korzystnych rynków); 3. Strategia przedsiębiorstwa to ogólny program rozwoju działalności firmy.; 4. Strategie cząstkowe to decyzje dotyczące specyficznych, wyodrębnionych w przedsiębiorstwie działalności lub odniesione do jakichś szczególnych problemów. Przykładami takich strategii mogą być decyzje o lokalizacji zakładów, w sprawach wysokości cen, sposobu reklamy itd.
- (P. Wright, Ch. Pringle, M. Kroll; 1992) Strategia odnosi się do planowanych wyników (określonych przez naczelne kierownictwo firmy) w związku z misją i celami przedsiębiorstwa.
- (A.A. Thompson, A.J. Strickland; 1996) Strategia jest: 1) planem działania; 2) odzwierciedla wzorzec zarządzania w sferze rynku; 3) wskazuje jak wypełnić misje i osiągnąć założone cele.
- (R.W. Griffin; 1996) Dobrze pomyślana strategia koncentruje się na czterech podstawowych czynnikach: 1) zasięgu strategii – zespole rynków, na których organizacja będzie konkurować; 2) dystrybucji zasobów – sposobie, w jaki organizacja rozdziela swe zasoby pomiędzy różne zastosowania; 3) wyróżniającej kompetencji – tym, co organizacja robi szczególnie dobrze; 4) synergii – sposobie, w jaki różne dziedziny działalności firmy uzupełniają się lub wspomagają.
- (J. Stoner, R. Freeman, Gilbert 1997); Strategia – szeroki program wytyczania i osiągania celów organizacji; reakcja organizacji w czasie na oddziaływanie jej otoczenia.

## Strategia zarządzania jednostkami gospodarczymi
1. przedstawia cele ogólne i cele cząstkowe szczególnego znaczenia, a więc te, które rozstrzygają o tworzeniu, funkcjonowaniu i rozwoju przedsiębiorstwa jako całości,
2. jest zdeterminowana przez otoczenie i przez czynniki wewnętrzne,
3. uwzględnia poziom organizacyjno- techniczny i zasoby konkurencji,
4. jest wyrażona w formie programów i planów dotyczących działalności globalnej lub jakiejś funkcji przedsiębiorstwa,
5. jest określona w elastycznym horyzoncie planowania,
6. podlega ocenie przez zastosowanie określonych kryteriów efektywności.